# Östen Braathen
Karl Östen Braathen, ursprungligen Johansson, född 25 juni 1939 i Tärna, Lappland, är en svensk skådespelare, klippare och TV-regissör.
Braathen tilldelades Stallbrödernas stipendium 1961.

## Biografi
Östen Braathen föddes i Tärnaby i en jordbrukarfamilj som ett av åtta syskon. 1952, vid 13 års ålder, adopterades han av journalisten Alma Braathen, känd under signaturen Brodjaga och flyttade till henne och Karin Schultz i Stockholm. 1964 gifte sig Östen Braathen med Birgitta Östlind, som var banktjänsteman och därefter barnsköterska. De fick överta Alma Braathens gamla enrummare på Stureplan. 1981 föddes deras son Waldemar.

## Filmografi

### Klippning
- 1968 – Bombi Bitt och jag (TV-serie)
- 1968 – Markurells i Wadköping (TV-serie)
- 1969 – Håll polisen utanför (TV-serie)
- 1969 – Fröken Julie
- 1971 – Paria

### Producent
- 1982 – Profeten i Pajala

### Produktionsledare
- 1981 – Olsson per sekund eller Det finns ingen anledning till oro

### Regissör
- 1977 – Men så en dag om morgonen

### Roller
- 1958 – Laila
- 1963 – Det är hos mig han har varit

### Fotnoter
1. ↑  ”Östen Braathen”. Svensk Filmdatabas. http://sfi.se/sv/svensk-filmdatabas/Item/?type=PERSON&itemid=65975&ref=%2ftemplates%2fSwedishFilmSearchResult.aspx%3fid%3d1225%26epslanguage%3dsv%26searchword%3d%C3%96sten+Braathen%26type%3dPerson%26match%3dBegin%26page%3d1%26prom%3dFalse. Läst 21 oktober 2012.
2. ↑  Länk till Stallbrödernas stipendiesida
3. ↑  Petersson 2014, sid. 15-16.